# Hey Mama (David Guetta)
Hey Mama è un singolo del DJ e produttore musicale francese David Guetta, pubblicato il 16 marzo 2015 come quarto estratto dal sesto album in studio Listen.
Il brano, realizzato in collaborazione con il produttore Afrojack, è cantato dalla rapper trinidadiana Nicki Minaj e dalla cantautrice statunitense Bebe Rexha.

## Descrizione
Il brano è stato scritto da Afrojack, Bebe Rexha, David Guetta, Ester Dean, Giorgio Tuinfort, Nicki Minaj e Sean Douglas. Si tratta di un brano elettropop suonato in chiave di La maggiore a tempo di 86 battiti al minuto. Contiene un campionamento di Rosie, registrazione dell'etnomusicologo Alan Lomax degli anni quaranta. Rexha ha spiegato a Billboard il motivo per cui la sua partecipazione nella produzione del singolo non è stata subito accreditata:
A giugno 2015, è stata accreditata la collaborazione con Rexha. La canzone costituisce la terza collaborazione tra Guetta e Minaj dopo i singoli Where Them Girls At (con la collaborazione vocale di Flo Rida) e Turn Me On presenti nell'album Nothing but the Beat.

## Video musicale
Il videoclip, diretto da Hannah Lux Davis, è stato pubblicato sul canale della Warner Music di David Guetta il 19 maggio 2015. Il video incomincia con Guetta che, aggirandosi in un deserto con un gruppo di persone, si reca in un rifugio di carovanieri in cui trova una consolle all'interno di una scatola che riesce a proiettare sotto forma di ologramma la figura della Minaj. Vengono mostrate scene di un party colorato e surreale e di corse con moto da cross, quad e grandi carri in cui vi sono ballerini che indossano vestiti tipici dei beduini. Nel video, che termina con Guetta da solo in mezzo al deserto, appare anche Afrojack.

## Critica
Hey Mama è stato ben accolto dalla critica. I testi della canzone, invece, sono stati oggetto di critiche da parte dei media femministi, che hanno definito i testi come sessisti. Katie Barnes di Feministing ha descritto il secondo verso della canzone ("Sì, cucinerò, sì, farò le pulizie / sì, manterrò la mia vagina succosa affinché tu possa mangiarla / sì, tu sarai il capo e io ti rispetterò / qualsiasi cosa mi dirai, perché è su di me che sputerai") come "piuttosto terribile", affermando che "non importa se il verso è accompagnato da un ritmo travolgente, il testo presenta ancora un ideale retro di ciò che dovrebbe essere una donna e come dovrebbe trattare il suo uomo." Katherine Burks di The Lala ha definito i testi "falsità orribilmente misogine". Alex Kritselis di Bustle ha trovato il testo di poco gusto, sottolineando che il tema "farò quello che vuoi, quando vuoi" lo ha reso "un po' a disagio".

## Performance commerciale
La canzone ha raggiunto l'ottava posizione all'interno della Billboard Hot 100, diventando la sesta top 10 di Guetta, la dodicesima di Minaj, la seconda di Afrojack (dopo Give Me Everything con Pitbull) e la prima di Rexha. È rimasta nella top 10 della classifica statunitense per sei settimane. Inoltre, il brano ha raggiunto la nona posizione della classifica inglese ed è rimasta nella top 10 per quattro settimane. Ha raggiunto la top 10 di diversi Paesi, come Australia, Austria, Belgio, Canada, Finlandia, Francia, Germania, Ungheria, Irlanda, Israele, Libano, Paesi Bassi, Nuova Zelanda, Scozia, Spagna, Svezia e Svizzera.

## Esibizioni dal vivo
Il 17 maggio 2015, Guetta e Minaj hanno eseguito la collaborazione per la prima volta ai Billboard Music Award 2015 insieme con il brano della rapper The Night Is Still Young. Il 30 maggio, Minaj e Rexha si sono esibite con il singolo per la prima volta insieme all'iHeartRadio Summer Pool Party del 2015 a Las Vegas. Bebe Rexha ha cantato la canzone in diverse occasioni, come i suoi tour, l'iHeartRadio Music Festival 2017, il Jimmy Kimmel Live! e l'Elvis Duran Show (in una versione acustica).

## Tracce
Download digitale – Afrojack remix
1. Hey Mama (feat. Nicki Minaj, Bebe Rexha e Afrojack) (Afrojack Remix) – 3:17

Remixes EP
1. Hey Mama (feat. Nicki Minaj, Bebe Rexha e Afrojack) (Afrojack Remix) – 3:17
2. Hey Mama (feat. Nicki Minaj, Bebe Rexha e Afrojack) (GLOWINTHEDARK Remix) – 4:15
3. Hey Mama (feat. Nicki Minaj, Bebe Rexha e Afrojack) (Noodles remix) – 5:02
4. Hey Mama (feat. Nicki Minaj, Bebe Rexha e Afrojack) (Modern Machines Remix) – 4:11
5. Hey Mama (feat. Nicki Minaj, Bebe Rexha e Afrojack) (DJ LBR Remix) – 3:23
6. Hey Mama (feat. Nicki Minaj, Bebe Rexha e Afrojack) (Club Killers Remix) – 4:01
7. Hey Mama (feat. Nicki Minaj, Bebe Rexha e Afrojack) (Extended Remix) – 4:42
8. Hey Mama (feat. Nicki Minaj, Bebe Rexha e Afrojack) (Davoodi Remix) – 2:53

## Classifiche

### Classifiche settimanali
| Classifica (2015-21) | Posizione massima |
| -------------------- | ----------------- |
| Australia            | 5                 |
| Austria              | 5                 |
| Belgio (Fiandre)     | 9                 |
| Belgio (Vallonia)    | 9                 |
| Canada               | 9                 |
| Corea del Sud        | 32                |
| Danimarca            | 13                |
| Finlandia            | 6                 |
| Francia              | 6                 |
| Germania             | 9                 |
| Grecia               | 1                 |
| Irlanda              | 5                 |
| Italia               | 13                |
| Lussemburgo          | 3                 |
| Norvegia             | 13                |
| Nuova Zelanda        | 5                 |
| Paesi Bassi          | 6                 |
| Regno Unito          | 9                 |
| Repubblica Ceca      | 4                 |
| Spagna               | 9                 |
| Stati Uniti          | 8                 |
| Svezia               | 6                 |
| Svizzera             | 10                |
| Ungheria             | 8                 |

### Classifiche di fine anno
| Classifica (2015) | Posizione |
| ----------------- | --------- |
| Australia         | 47        |
| Germania          | 34        |
| Italia            | 37        |
| Regno Unito       | 54        |
| Stati Uniti       | 31        |
| Classifica (2021) | Posizione |
| Corea del Sud     | 170       |

## Date di pubblicazione
| Regione         | Data          | Formato           | Etichetta               | Nota   |
| --------------- | ------------- | ----------------- | ----------------------- | ------ |
| Resto del mondo | 16 marzo 2015 | Download digitale | What a Music            | [ 53 ] |
| Stati Uniti     | 17 marzo 2015 | Mainstream radio  | - Atlantic - Parlophone | [ 54 ] |
| Regno Unito     | 4 maggio 2015 | Mainstream radio  | Parlophone              | [ 55 ] |
| Francia         | 4 maggio 2015 | Download digitale | Parlophone              | [ 56 ] |
| Germania        | 5 giugno 2015 | CD                | Parlophone              | [ 57 ] |